# Watertoren (Gorinchem)
De watertoren in Gorinchem, in de Nederlandse provincie Zuid-Holland, is gebouwd in 1886 en ontworpen door architect Jan Schotel. De toren staat aan de Visserlaan en bevindt zich op een terrein van de Maatschappij tot exploitatie van Waterleidingen in Nederland. De watertoren heeft een hoogte van 31,00 meter, een maximale breedte van 10 meter en een waterreservoir van 300 m³.
In 1910 werd het waterleidingbedrijf door de gemeente overgenomen. De toren is in 1985 gerenoveerd en bevat nu woningen.